# Zagłębiowski Park Sportowy
Der Zagłębiowski Park Sportowy (kurz: ZPS, deutsch Zagłębie-Sportpark, durch Sponsoringvertrag offiziell ArcelorMittal Park) ist ein Sportkomplex im Stadtteil Środula der polnischen Stadt Sosnowiec, Woiwodschaft Schlesien, im Süden des Landes. Der Mittelpunkt der Anlage ist das Fußballstadion Stadion Piłkarski. Es ist die Heimspielstätte des Fußballvereins Zagłębie Sosnowiec. Des Weiteren bieten sich die Sporthalle Arena Sosnowiec sowie die Eissporthalle Stadion Zimowy, die die Eishockeyabteilung von Zagłębie Sosnowiec nutzt.

## Geschichte
Die bisherige Spielstätte von Zagłębie Sosnowiec war das Stadion Ludowy von 1956. Schon Ende des 20. Jahrhunderts gab es Pläne die veraltete Anlage zu renovieren oder durch einen Neubau zu ersetzen. Diese Pläne wurden aber niemals umgesetzt. 2005 plante man das Projekt Stadion Zagłębia Dąbrowskiego mit 20.000 Plätzen für 60 Mio. Złoty, das zwischen Sosnowiec, Dąbrowa Górnicza und Będzin gebaut werden sollte. Auch diese Überlegungen verliefen im Sand. 2007 stieg Zagłębie Sosnowiec in die Ekstraklasa, die höchste Spielklasse des Landes, auf. Dies befeuerte erneut das Thema Stadion. Mehrere Standorte wurden geprüft, es blieb aber bei einer kurzfristigen Renovierung des Stadion Ludowy. Die Pläne wurden aber nicht ganz aufgegeben. Im Juli 2009 stellte man  ein weiteres Konzept vor. Ein Fußballstadion mit 18.000 Sitzplätzen für 52 Mio. Euro auf der Grund des Stadion Ludowy vom niederländischen Architekturbüro Zwarts & Jansma Architects. Allerdings gab es Bedenken aufgrund der hohen Kosten. Im November 2010 wurde ein einfacheres und kostengünstigeres Modell namens Sosnowiec Arena von der APA Kuryłowicz & Associates präsentiert. Beide Entwürfe wurden aber wieder aufgegeben.
Im Mai 2015 entschied man sich für einen Neubau am Park Środula. Die Auswahl des Geländes hing von mehreren Faktoren ab. So zeigten Bodenuntersuchungen, dass das Gebiet viel besser für die Investition geeignet sei als das alte Stadion. Zum neuen Fußballstadion kamen die Sport- und die Eishalle hinzu. Im August des Jahres begann die Kattowitzer Zweigstelle des Stowarzyszenie Architektów Polskich SARP (deutsch Verband Polnischer Architekten SARP) im Auftrag der Stadt einen Wettbewerb für das architektonische Konzept. Es gingen 32 Vorschläge ein, von denen sich 30 für den Wettbewerb qualifizierten. Nach einer ersten Auswahl blieben fünf Finalisten übrig. Zum Sieger wurde der Entwurf des Architekturbüros JSK Architekci ausgewählt. JSK Architekci arbeitete u. a. am Nationalstadion in Warschau, dem Stadion Miejski Breslau und dem Stadion Wojska Polskiego, die Heimat von Legia Warschau, mit. Die Bekanntgabe und die Präsentation fanden am 9. Februar 2016 statt. Am 13. Oktober des Jahres wurde eine Vereinbarung mit JSK Architekci über die vollständige Entwurfsdokumentation geschlossen. 2017 wurde das städtische Unternehmen Zagłębiowski Park Sportowy sp. z o.o. zur Verwaltung der Investitionen und zum späteren Betrieb der Anlagen gegründet.
Im Oktober 2018 stimmte der Stadtrat von Sosnowiec dem Bau der Sportanlagen zu. Drei Tage nach den Kommunalwahlen befasste sich der scheidende Haushaltsausschuss auf seiner allerletzten Sitzung am 24. Oktober mit dem Zagłębiowski Park Sportowy. Der Ausschuss beschloss mit 17-Ja-Stimmen, drei Nein-Stimmen und sieben Enthaltungen den ZPS, als Teil der mehrjährigen, finanziellen Vorausschau für 2018 bis 2040, zu genehmigen. Die Zustimmung wurde erwartet, da Bürgermeister Arkadiusz Chęciński die Wahlen gewann und Stadtrat Karol Winiarski, Herausforderer und Projektgegner, unterlag. Die Aufnahme in die Vorausschau war ein entscheidender Schritt, um eine Ausschreibung für das Projekt zu starten. Die vollständigen Unterlagen wurden bei der Abteilung für öffentliche Ausschreibungen eingereicht. Am 3. November 2018 wurde die Ausschreibung für den Bau bekanntgegeben. Am 15. Februar 2019 öffnete man die Angebote. Sie lagen erheblich über der Kostenschätzung der Stadt, die mit insgesamt 202 Mio. Złoty rechnete.
Am 15. April 2019 fand zusätzlich eine Online-Auktion statt. Sie brachte günstigere Angebote, die aber immer noch über dem städtischen Budget lagen. Die Angebote betrafen nur die Errichtung des Stadions mit der Landschaftsgestaltung sowie die Herstellung der Anschlüsse zu den beiden Hallen. Ausgewählt wurde das Bauunternehmen Bielskie Przedsiębiorstwo Budownictwa Przemysłowego S. A. (BPBP S. A.), dass mit 147,9 Mio. Złoty das günstigste Angebot einreichte. Der Vertragsabschluss mit der BPBP S. A. fand am 27. Mai 2019 statt. Vor dem Baubeginn mussten auf dem künftigen Sportparkgelände etwa 5000 Bäume und Sträucher gefällt werden. Als Ausgleich wurde man verpflichtet, an anderer Stelle neue Bäume zu pflanzen. Die Rodungsarbeiten begannen Anfang September 2019, woran sich der Baubeginn anschloss. Am 29. September wurde die BPBP S. A. auch Auftragnehmer für die Sporthalle (zusammen mit der städtischen Straßen- und Brückenverwaltung aus Dąbrowa Górnicza) und am 27. Oktober 2020 schloss man einen Vertrag für die Eishalle.
Mit Beginn des Jahres 2021 wurde die Verlegung der Tribünenstufen aus Beton im Stadion abgeschlossen und mit der Montage der Dachkonstruktion angefangen. Anfang 2022 begann man mit der Montage der Kunststoffklappsitze. Der Bauverlauf verzögerte sich durch verschiedene Gründe wie die Anpassung der Pläne an die geänderten Anforderungen der Sportverbände, die COVID-19-Pandemie, den Russisch-Ukrainischen Krieg und die Inflation. So konnte der Termin der Fertigstellung nicht gehalten werden. Am 4. Juli 2022 wurde der Komplex nach der polnischen Niederlassung des Stahlkonzerns ArcelorMittal Poland S. A. benannt. Der Vertrag hat eine Laufzeit von fünf Jahren.  Die Verträge der Bauten wurden insgesamt über 270,4 Mio. Złoty abgeschlossen. Nach Abzug der Mehrwertsteuer rund 220 Mio. Złoty. Die Vereinbarung zum Stadion hat einen Wert von 147,9 Mio. Złoty. Die Eishalle folgt mit 64,9 Mio. Złoty und die Sporthalle mit 57,6 Mio. Złoty. Die Stadt deckt den größten Teil durch eine Hypothek der Bank Gospodarstwa Krajowego (BGK) über 15 Jahre. Im Juli 2022 waren weitere 55,4 Mio. Złoty für die Errichtung nötig. Mehr als zehn Mio. Złoty sind auf die geänderten Vorschriften der Sportverbände zurückzuführen. Der Rest des Betrags ist für die Bedienung des Kredits vorgesehen, da sich die Kreditkosten durch Zinserhöhungen von ursprünglich 1,72 % auf 7,03 % erhöht hatten. Bei sinkenden Zinsen wird der Betrag nicht zwangsläufig vollständig ausgeschöpft.
Bis zur Eröffnung dauerte es noch bis in das Frühjahr 2023. Die Halle wurde am 23. Februar mit einem Spiel der Vorqualifikation zur Basketball-Europameisterschaft 2025 zwischen Polen und Österreich (87:72) eingeweiht. Zwei Tage später feierte das Stadion Premiere. Die Begegnung am 21. Spieltag der 1. Liga vor ausverkauftem Haus zwischen den schlesischen Rivalen Zagłębie Sosnowiec und GKS Katowice endete mit 2:1 für die Heimmannschaft. Das erste Tor erzielte der deutsche Mittelfeldspieler Meik Karwot. Zuvor gab es eine kleine Zeremonie, u. a. mit Cezary Kulesza, Präsident des polnischen Fußballverbandes Polski Związek Piłki Nożnej (PZPN). Am 26. Mai 2023 trafen Polen und Deutschland zu einem Volleyball-Freundschaftsländerspiel in der neuen Halle aufeinander. Polen gewann die umkämpfte Partie mit 3:2 (26:24, 23:25, 22:25, 25:18, 24:22). Die Eishalle wurde am 10. Juni 2023 als letztes mit einem Benefizspiel, für die ärztliche Behandlung eines kleinen Jungen, eröffnet. Es traten polnische Künstler gegen eine Mannschaft des Fernsehsenders TVN24 & Friends an. 2024 ist die Halle als Spielort der Division IIA der Eishockey-Weltmeisterschaft der U18-Junioren vorgesehen. Über die Zukunft des Stadion Ludowy gibt es Diskussionen um einen Abriss oder den Erhalt als Trainingsstätte der Profis und als Nachwuchsakademie von Zagłębie Sosnowiec. Höchstwahrscheinlich wird die Anlage erhalten bleiben. Die alte Eishalle hingegen soll wegen Unrentabilität abgerissen werden.
Der 17,6 ha große Komplex besteht aus dem Fußballstadion ArcelorMittal Park mit 11.600 Sitzplätzen (erweiterbar auf 14.546, 802 Plätze für die Gästefans), die Sporthalle Arena Sosnowiec mit 3052 Plätzen, davon 860 Sitzplätze auf Klapptribünen, und die Eishalle Stadion Zimowy mit 2545 Plätzen. Diese dreifache Kombination ist in Polen einzigartig. Das Stadion entspricht den Anforderungen der FIFA und UEFA. Es ist in die UEFA-Stadionkategorie 4 eingestuft. Zwischen den Rängen und der Fassade wurde Platz für einen Ausbau gelassen. Zu Konzerten soll es bis zu 25.000 Besucher fassen. Auch die Hallen erfüllen die Standards der internationalen Verbände wie die IIHF, die FIBA oder die FIVB. Die drei Bauten sind mit senkrechten Lamellen aus Holz verkleidet. Die offene Verkleidung des Stadions ermöglicht eine bessere Belüftung des Innenraums. Der Eingangsbereich ist großzügig verglast. Der ArcelorMittal Park besitzt umlaufend einen Tribünenring. Die Kunststoffsitze tragen die Vereinsfarben Weiß, Grün und Rot. Auf der Gegentribüne stellen weiße Sitze den Stadtnamen SOSNOWIEC dar. Zwischen den Zuschauerrängen und der Fassade wurde Platz für einen Ausbau gelassen. Auf den Rängen befinden sich V.I.P.-Sitzplätze, Medien- und behindertengerechte Plätze sowie Plätze für ihre Begleiter. Des Weiteren ist es mit Umkleidekabinen, Konferenzräumen, einem Raum für Geschäftstreffen, Sanitäranlagen, Einzelhandelsflächen, Catering-Einrichtungen sowie ein Sportmuseum ausgestattet. Die drei Veranstaltungsstätten sind mäanderförmig auf dem Gelände rund um den Górka Środulska (deutsch Hügel Środulska), der im Winter als kleine Skipiste genutzt wird, angeordnet. In der Mitte das Stadion, die Sporthalle im Norden und die Eishalle im Westen. Sie sind von einer Esplanade umgeben und durch breite Fußgängerwege miteinander verbunden. Auf dem Gelände wurden Parkflächen angelegt und begrünt.

## Internationale Spiele
Der Fußballverein Raków Częstochowa wurde 2023 polnischer Meister. Da das Miejski Stadion Piłkarski Raków nicht für spätere Phasen im Europapokal geeignet ist, trägt Raków Częstochowa diese Begegnungen im ArcelorMittal Park aus. Der Club hat einen Vertrag über drei Jahre mit den Betreibern über die Nutzung des Stadions abgeschlossen. In der Zwischenzeit soll die Spielstätte in Częstochowa renoviert werden.

### UEFA Champions League 2023/24
Raków Częstochowa scheiterte in den Play-offs vor der Gruppenphase der UEFA Champions League.
- 22. Aug. 2023, Play-offs:  Raków Częstochowa –  FC Kopenhagen 0:1 – 11.600 Zuschauer (UEFA Champions League 2023/24)[14]

### UEFA Europa League 2023/24
Als Unterlegener erhielt Raków Częstochowa einen Platz in der Gruppenphase der UEFA Europa League.
- 05. Okt. 2023, Gruppe D:  Raków Częstochowa –  SK Sturm Graz 0:1 (UEFA Europa League 2023/24)
- 26. Okt. 2023, Gruppe D:  Raków Częstochowa –  Sporting Lissabon 1:1 (UEFA Europa League 2023/24)
- 14. Dez. 2023, Gruppe D:  Raków Częstochowa –  Atalanta Bergamo 0:4 (UEFA Europa League 2023/24)

## Galerie

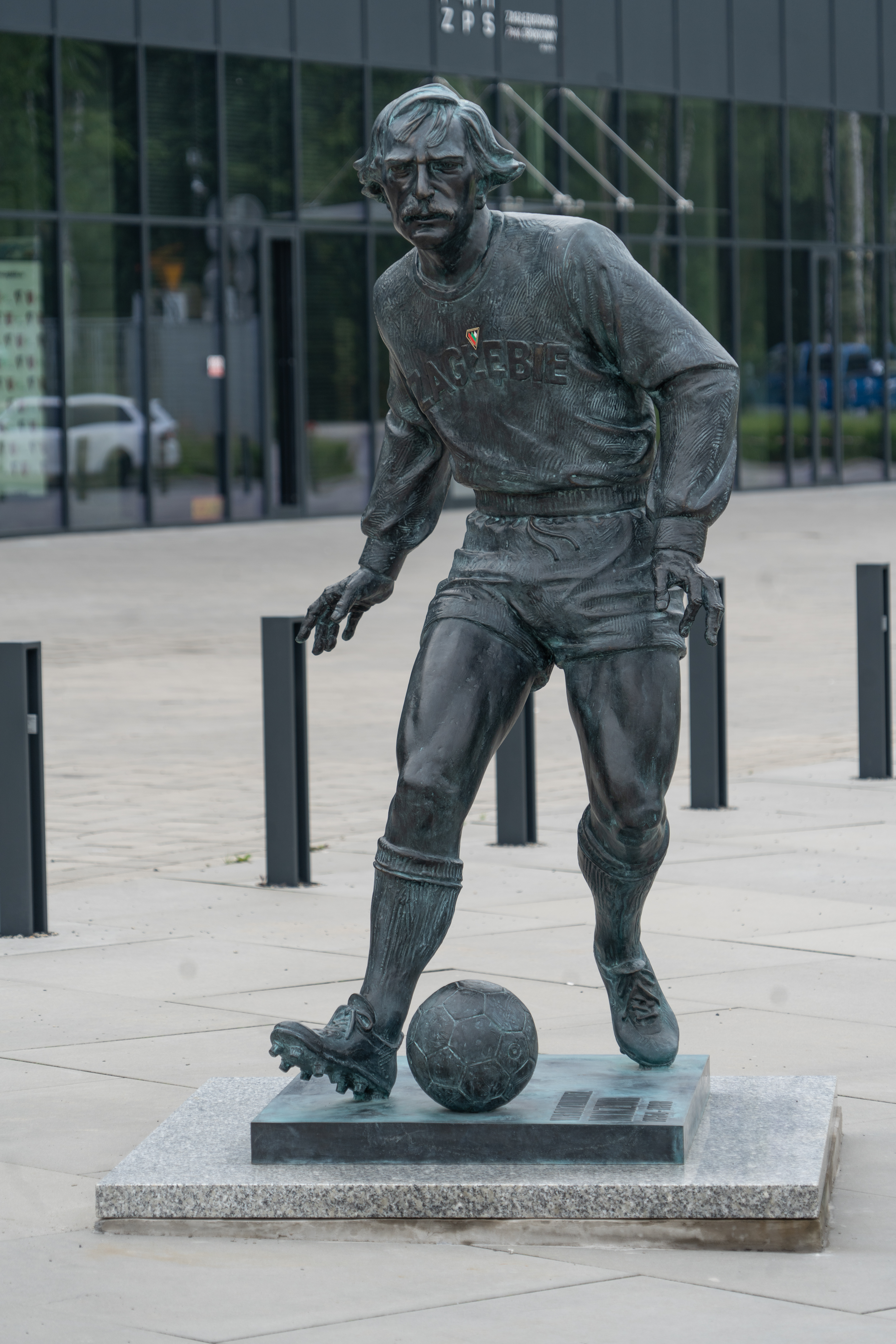
Statue im Sportpark von Włodzimierz Mazur, der von 1973 bis 1983 und 1985/86 für Zagłębie Sosnowiec im Angriff spielte
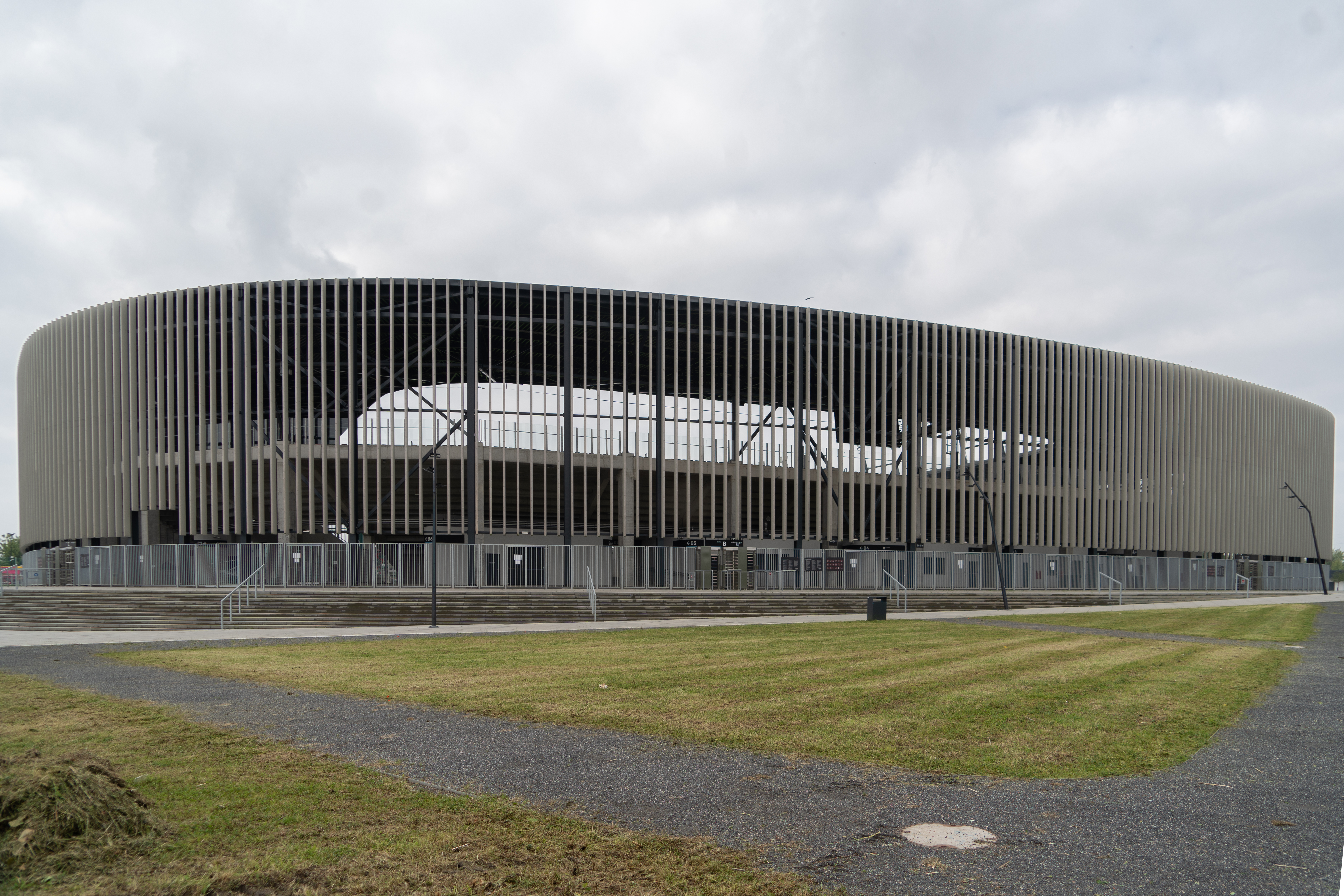
Das Fußballstadion ArcelorMittal Park (Juni 2024)
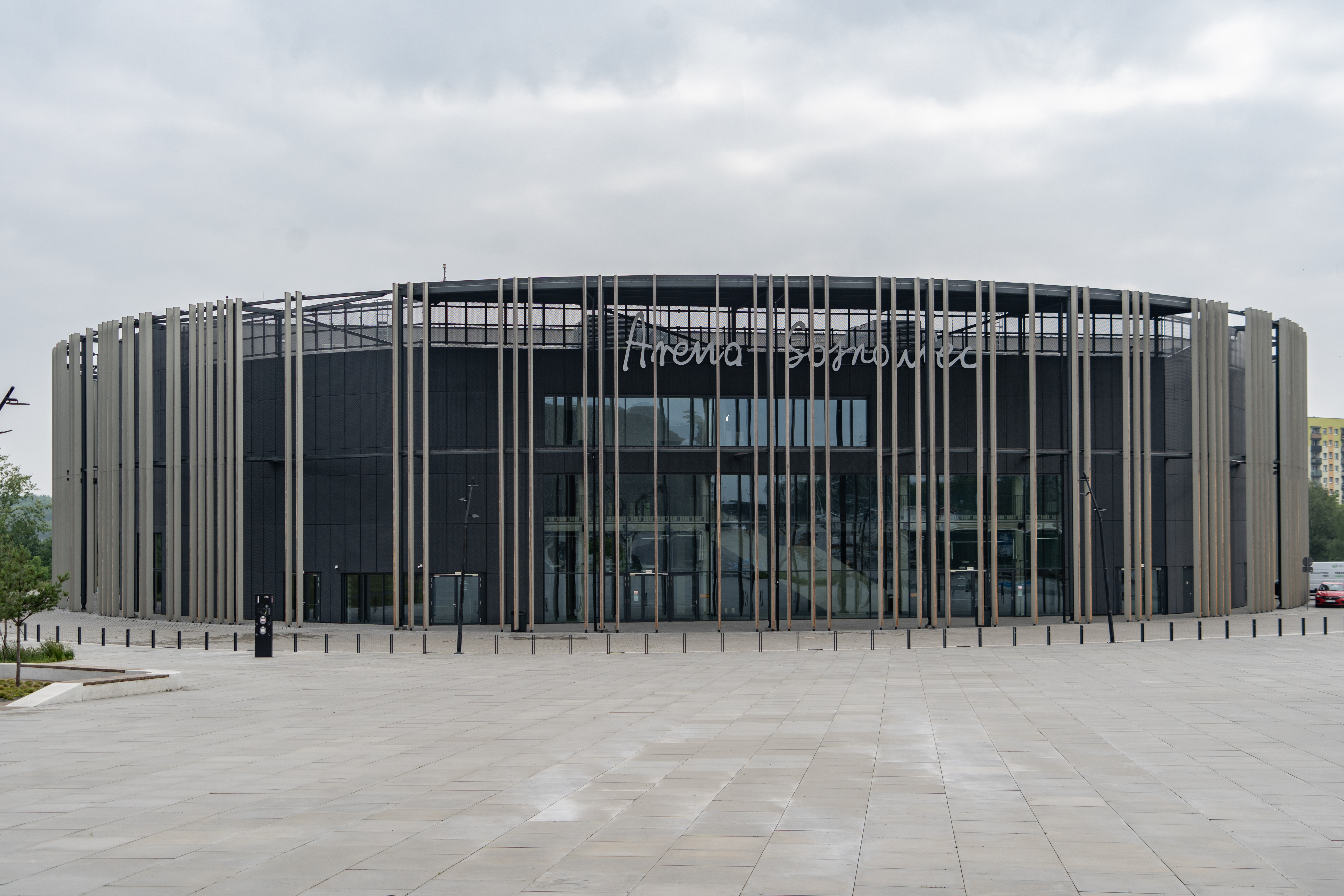
Die Sporthalle Arena Sosnowiec (Juni 2024)
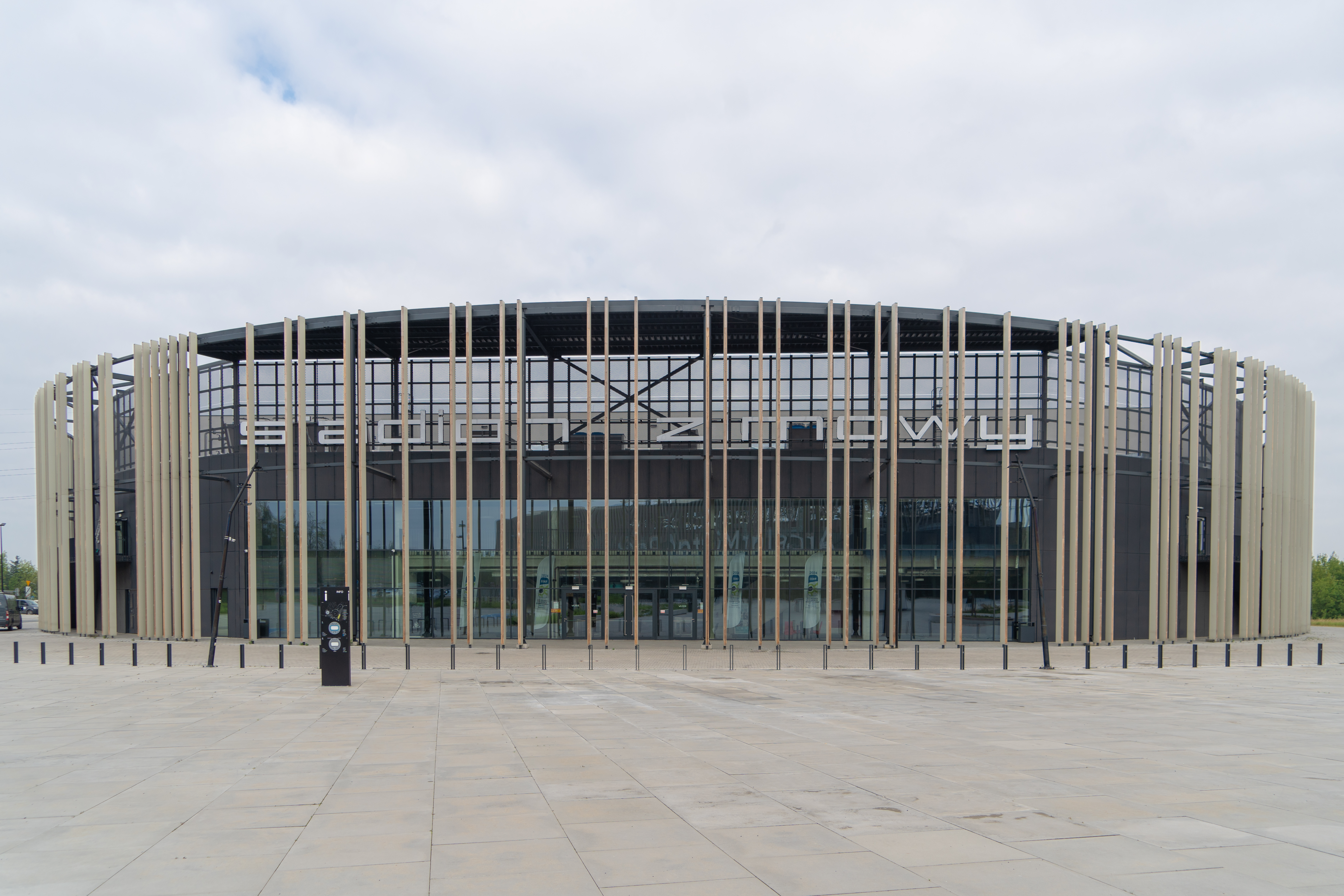
Die Eissporthalle Stadion Zimowy (Juni 2024)
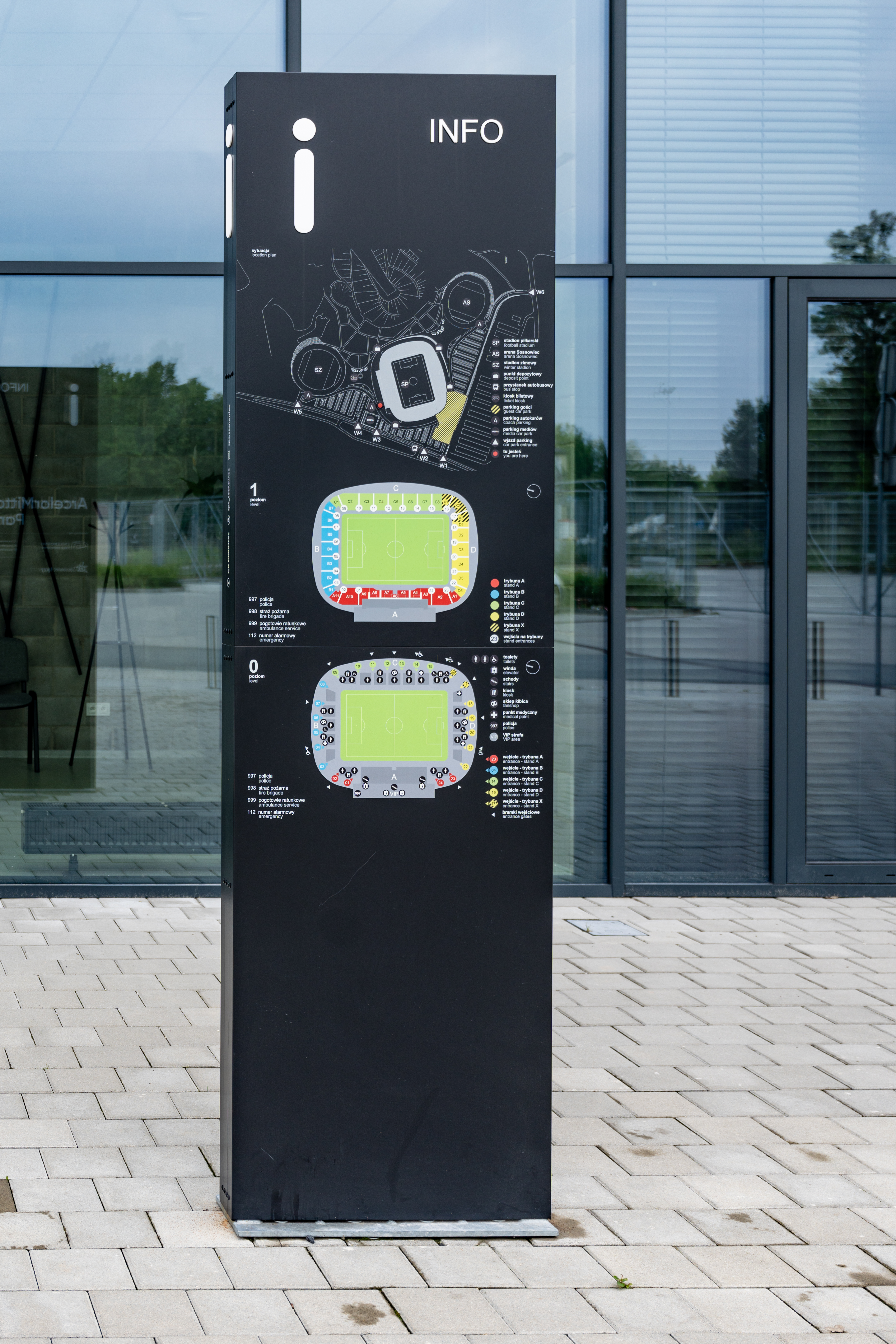
Informationstafel des Zagłębiowski Park Sportowy (Juni 2024)